# あるカタストロフ
『あるカタストロフ』（仏語Une catastrophe）は、ジャン＝リュック・ゴダール監督による、2008年（平成20年）製作のフランス・スイス・オーストリア合作の短篇映画である。ウィーン国際映画祭での同年10月18日 - 29日のプログラムのためのトレーラーとして、オーストリアの100の映画館で上映された。

## 概要
オムニバス『10ミニッツ・オールダー』の一篇として「10分の映画を1本つくってほしい」という発注を受けたとき、「1分の映画を10本つくる」と言って『時間の闇の中で』（2002年）を制作したゴダールは、本作はまさに「1分の映画」を単体でつくってみせた。ウィーン国際映画祭は、10年がかりでゴダールを説得したという。
『ゴダールの映画史』同様の手法で、アーカイヴ・フッテージを編集してつくられた映画で、セルゲイ・エイゼンシュテイン監督の『戦艦ポチョムキン』（1925年）の「オデッサ階段」のほか、兵士、戦車、戦闘機等のイメージ、そしてベルリンを舞台にした1930年のセミドキュメンタリー風のサイレント映画『日曜の人々』（監督エドガー・G・ウルマー、クルト・シオドマク、ロバート・シオドマク、フレッド・ジンネマン）のキスシーンが繋げられている。テニスのノイズや、ドイツ民謡『Dat du min Leevsten büst』（「最愛の人はあなた」の意）が読み上げられ、ロベルト・シューマンのピアノ曲『子供の情景』の冒頭が奏でられる。
ゴダールによる字幕が4枚入る。
あるカタストロフ Une catastrophe
それが最初 C'est la première
ある詩の節 Strophe d'un poème
愛の D'amour

## 作品データ
カラー作品（ビデオ） / 上映時間 63秒 / 上映サイズ1:1.33（エジソン式スタンダード・サイズ）

## スタッフ・キャスト
- 監督 ジャン＝リュック・ゴダール
- 脚本 ジャン＝リュック・ゴダール
- 編集 ジャン＝リュック・ゴダール
- 音楽 ロベルト・シューマン

## 関連事項
- ウィーン国際映画祭 （Vienna International Film Festival）
- 日曜の人々 （People on Sunday）
- エドガー・G・ウルマー （Edgar G. Ulmer）
- クルト・シオドマク （Curt Siodmak）
- ロバート・シオドマク （Robert Siodmak）

## 註
1. ↑  AFPBB Newsサイト内の記事「ジャン・リュック・ゴダール監督、ウィーン国際映画祭の宣伝映像を制作」（2008年9月20日）の記述を参照。